# Nago-Torbole
Nago-Torbole é uma comuna italiana da região do Trentino-Alto Ádige, província de Trento, com cerca de 2.283 habitantes. Estende-se por uma área de 28 km², tendo uma densidade populacional de 82 hab/km². Faz divisa com Arco, Riva del Garda, Mori, Molina di Ledro, Brentonico, Malcesine (VR).